# Friedrich von Kühlwetter

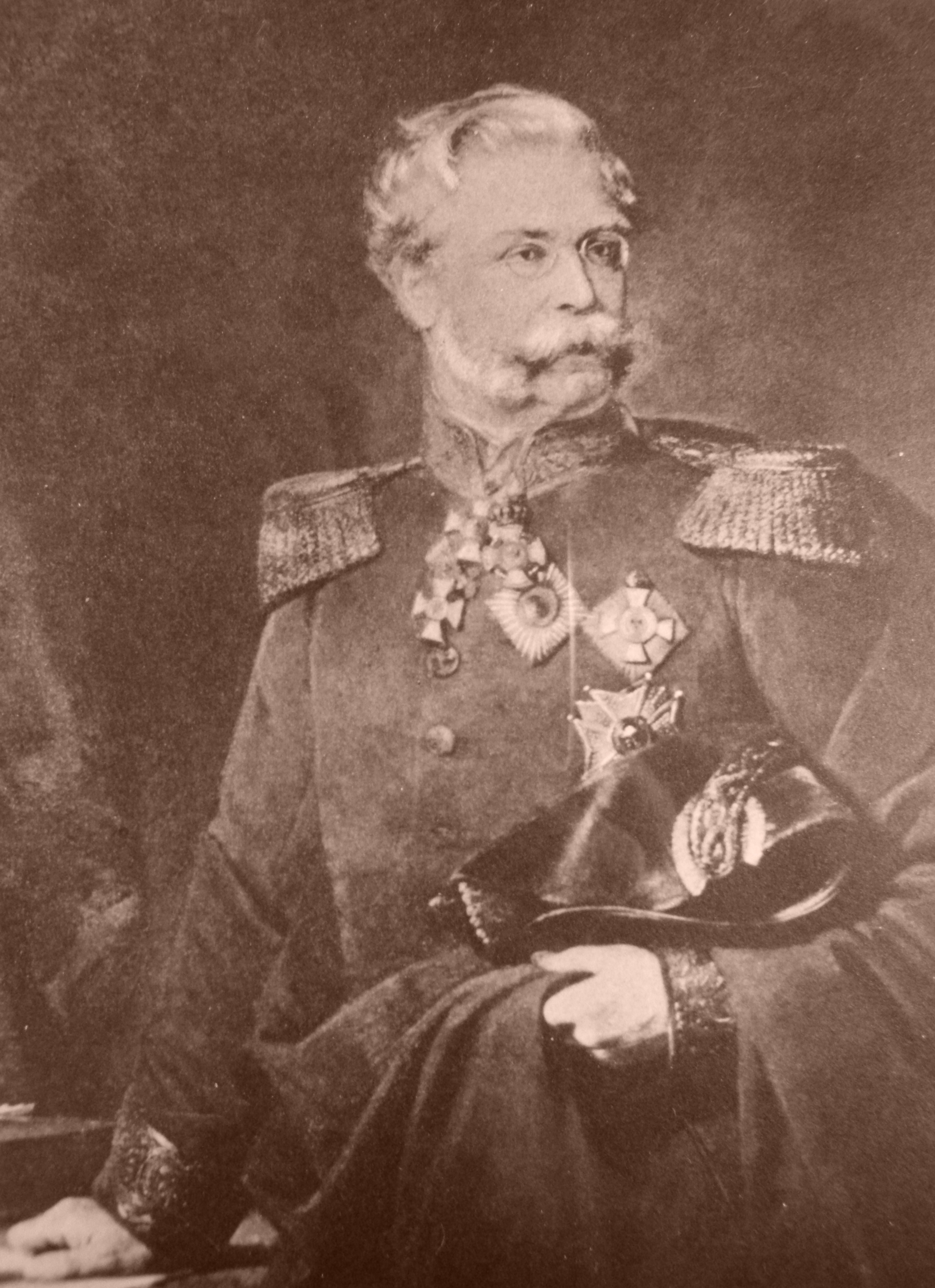
Friedrich von Kühlwetter

Friedrich Christian Hubert Kühlwetter , von Kühlwetter depuis 1866, (né le 17 avril 1809 à Düsseldorf et mort le 2 décembre 1882 à Münster) est un avocat administratif et un fonctionnaire prussien, qui travaille pour la dernière fois en tant que haut président de la province de Westphalie.

## Biographie
Le père de Kühlwetter, Johann Heinrich Josef Kühlwetter (né le 14 octobre 1757 et mort le 5 mai 1835), étudie à Heidelberg, il est nommé administrateur et juge en 1784, avant de se voir confier le secrétariat d'État au Grand-duché de Berg en 1787. Durant la période difficile de l'occupation napoléonienne, il acquit le nom de « fidèle Eckart du Pays de Berg » (cf. Niehues 1883). Eduard Kühlwetter (de) est l'un de ses fils.
Le fils aîné Friedrich étudie le droit et les sciences politiques à l'Université de Heidelberg et à l'Université rhénane Frédéric-Guillaume de Bonn. Pendant ses études, il devient membre de l'ancienne fraternité de Bonn en 1826. En 1830, il entre dans la fonction publique comme auscultateur à la cour d'Arnsberg. En 1832, il devient référendaire de la cour et en 1835 assesseur à la cour de Düsseldorf . Il y réussit avec un traité de droit écrit d'Arnsberg. Il est ensuite de 1836 à 1845 procureur d'État près le tribunal régional. Entre 1845 et 1848, Kühlwetter travaille comme directeur administratif de la compagnie ferroviaire Düsseldorf-Elberfeld.
Politiquement, Kühlwetter est un représentant du libéralisme rhénan. En 1847, il est membre du Parlement uni. Un an plus tard, Kühlwetter est élu membre de l'Assemblée nationale prussienne et membre adjoint du Parlement de Francfort. Dans le cabinet Hansemann-Auerswald, il est ministre de l'Intérieur du 25 juillet au 28 septembre 1848. Au parlement de Berlin, il représente des opinions modérément libérales et, après sa démission en tant que ministre, appartient au groupe parlementaire de droite.
Kühlwetter est ensuite été président du district d'Aix-la-Chapelle jusqu'en 1866, où une rue porte son nom en 1929 en raison de son soutien et de son financement importants pour la création de l'École polytechnique d'Aix-la-Chapelle. En représentant bien sûr le gouvernement, il s'y rend impopulaire, malgré ses origines rhénanes et catholiques. Entre 1849 et 1850, il est membre de la première chambre du parlement de l'État prussien .
En 1866, il est élevé à la noblesse et la même année transféré à Düsseldorf en tant que président de district. Il y acquis une reconnaissance générale grâce à un soin diligent pour l'art et la science. En 1870, il reçoit le poste de gouverneur civil dans le territoire occupé d'Alsace-Lorraine basé à Strasbourg sous les ordres du général Friedrich Alexander von Bismarck-Bohlen.
Par la suite, en septembre 1871, il est promu haut président de la province de Westphalie, où sa position devient difficile en raison du début du Kulturkampf. Kühlwetter représente résolument les droits de l'État et tente, notamment en nommant des professeurs libres d'esprit à l'Université de Münster, de réduire l'influence du Zentrum sur la population catholique de Westphalie - il parle de la libérer de la domination de l'ultramontanisme.
Il est donc extrêmement hostile au parti clérical. Néanmoins, ses services à l'expansion de l'Université de Münster et en tant que membre fondateur de l'Association provinciale pour la science et l'art sont incontestés. Kühlwetter décède le 2 décembre 1882 à Munster. Un portrait de Friedrich Kühlwetter, peint par Franz Reiff (de), est en possession de l'Université technique d'Aix-la-Chapelle.
Il se marie le 23 juin 1835 Thérèse Thüsing, avec qui il a cinq enfants. Le fils aîné Friedrich von Kühlwetter (de) (1835-1904) est administrateur des arrondissements de Bernkastel et Düsseldorf (de). Son fils aîné Friedrich von Kühlwetter (1865-1931) est contre-amiral impérial et commandant en chef 1914-1917 sur le Bosphore avec le titre de pacha turc.